# Klausurenkorrektur
Unter der Klausurenkorrektur versteht man das Überprüfen einer wissenschaftlichen Arbeit, Aufsichtsarbeit, schulischen Klassen- oder Kursarbeit auf deren Richtigkeit. Ziel einer Korrektur ist die Bewertung einer erbrachten Leistung. Die Bewertung gibt Auskunft darüber, ob den Prüfungsanforderungen entsprochen wurde.
Korrekturen werden an sämtlichen Stellen, die zur Durchführung von Prüfungen befugt sind, durchgeführt, so an Schulen, Universitäten, Fachhochschulen.
Vorabkorrekturen, häufig bei sehr großen Teilnehmerzahlen, etwa an Universitäten, werden einzelnen Prüflingen aus besonderem Grund ermöglicht.